# Faciliterad kommunikation
Faciliterad kommunikation, FC, är en omstridd teknik med vilken vårdgivare och utbildningsinstanser påstås kunna hjälpa handikappade människor med inlärnings- och kommunikationssvårigheter att kommunicera. 
Tekniken bygger på att man använder en tavla med alfabetet på, eller ett särskilt tangentbord, och att den handikappade har en assistent till sin hjälp. Assistenten håller eller vidrör försiktigt personens arm eller hand under processen och försöker hjälpa vederbörande att röra handen och förstärka rörelserna. Förutom att på detta sätt ge fysiskt stöd för att personen skall kunna skriva eller peka ger även assistenten verbalt och känslomässigt stöd. Förutom att ge den praktiska hjälp som personen behöver framstår assistentens tro på att den handikappade faktiskt kan kommunicera som en viktig del av tekniken.
Det är enighet  bland forskare och intresseorganisationer för handikappade att det är assistenten och inte  personen själv, som är upphovet till alla eller de flesta meddelanden som tas fram med hjälp av FC, detta genom den så kallade ideomotoreffekten som uppstår då den handikappade personens arm förs att forma meddelanden som assistenten förväntar sig att se eller som leder till läsbara meddelanden. Som ett alternativ kan assistenten hålla upp alfabetstavlan och föra den mot den handikappades fingertopp. De försök som gjorts där man tillfrågat den handikappade om sådant vederbörande inte kan känna till (till exempel genom att visa personen, men inte assistenten, ett visst objekt) visar att assistenten vanligen inte kan hjälpa personen att svara på frågor som assistenten inte själv känner till. Det finns många exempel på fall där den handikappade påstods kunna svara begripligt på frågor trots att vederbörande hade stängda ögon eller då de såg bort eller inte visade något större intresse för alfabetstavlan. Kritiken har i sin tur bemötts med argumentet att FC inte kan motbevisas på detta sätt eftersom en provsituation skulle kunna verka skrämmande eller främmande för den handikappade.
Enligt rådande vetenskaplig samsyn är FC pseudovetenskap och kan skapa stora känslomässiga problem och andra risker för människor med kommunikationssvårigheter, deras familjer  och vårdgivare. I Sverige förbjöds 2015 därför all användning av FC i särskolor.